# David Gil
David Gil Andreu, (Málaga, Andalucía, 7 de enero de 1978) es un exjugador de baloncesto español. Con 1.88 de estatura, su puesto natural en la cancha era el de base. 

## Trayectoria
- Cantera Caja Ronda Málaga y Unicaja Málaga
- Unicaja (1997-1998)
- Club Baloncesto Breogán (1998-1999)
- Lucentum Alicante (1999-2002)
- CB Tenerife (2002-2004)
- Baloncesto Fuenlabrada (2004-2005)
- CB Ciudad de Huelva (2005-2006)
- Club Baloncesto Breogán (2005)
- Club Melilla Baloncesto (2006-2007)
- UB La Palma (2007-2008)
- San Sebastián Gipuzkoa Basket Club (2007-2008)

## Ascensos
Tiene en su haber cinco ascensos de LEB a ACB:
- Club Baloncesto Breogán (1998-1999)
- Lucentum Alicante (1999-2000)
- CB Tenerife (2002-2003)
- Baloncesto Fuenlabrada (2004-2005)
- San Sebastián Gipuzkoa Basket Club (2007-2008)